# Plácido Ribeiro - Da Cidade ao Sertão
Plácido Ribeiro - Da Cidade ao Sertão foi um programa de auditório da televisão brasileira apresentado pelo locutor e jornalista Plácido Ribeiro na TV Corcovado na segunda metade dos anos 80. O programa ocupou o espaço da atração Rouxinol, Alegria do Povo, que tinha um formato muito semelhante. Plácido, comandou o programa " Patrulha policial" na rede CNT com os bordões" lanfranhudos e margiranhas"  com alto ibope. Faleceu em 2009 após trabalhar na Rádio Tupi do Rio de Janeiro.